# 卡莫尼卡谷地岩画
卡莫尼卡谷地岩画位於意大利倫巴第大區布雷西亞省的卡莫尼卡谷地，是世界上最大的岩刻壁畫。 於1979年成為意大利首個世界遺產。

## 註解
1. 1 2  .   [2010-06-29]. （原始内容存档于2017-07-11）.

## 外部連結
- Valcamonica Rock App （页面存档备份，存于）由Valle Camonica的历史和人类学学会免费在线应用程序，用于访问Valcamonica的岩石艺术考古遗址

Template:Landmarks of Lombardy